# Carybdea rastonii
Carybdea rastonii là một loài thích ty bào có độc thuộc họ Carybdeidae, lớp Cubozoa. Loài này thường được ghi nhận gần Hawaii và Úc, cũng như đôi khi hiện diện ngoài khơi bờ biển California.